# Kenny Dope
Kenny Dope, pseudonimo di Carl Kenneth Gonzalez (New York, 5 luglio 1970), è un disc jockey, produttore discografico e remixer di musica house statunitense.
Fa parte del gruppo Masters At Work insieme a Little Louie Vega, con cui ha fondato l'etichetta MAW Records.

## Discografia

### Singoli ed EP

#### Kenny "Dope" Gonzalez/Kenny Dope
- 1990 Total Maddness EP
- 1993 Phat Beats EP
- 1993 The Unreleased Project EP
- 1994 Boomin' in ya Jeep (con Screechie Dan)
- 1994 Axxis EP
- 1994 The Pushin' Dope EP
- 1994 All I'm Askin'
- 1997 Jam The Mace
- 2000 Brazilica
- 2000 Can You Handle it
- 2000 Buggin' On Percussion
- 2000 The Illout
- 2001 Could You be the One (Thank God it's Friday) (con D.M.)
- 2001 Comin' Inside
- 2001 House Brakes Vol. 1
- 2003 Frenzy
- 2005 House Brakes Vol. 2
- 2005 House Brakes Vol. 3
- 2006 Nitelife (Encore) (con Kim English)

#### Power House
- 1989 "Power House 1 EP"
- 1990 "Power House 2 EP - Kenny's Jazz"
- 1991 "Power House 3 EP - Makin' a Livin'"

#### The Bucketheads
- 1994 "Whew"
- 1994 "The Bomb (These Sounds Fall Into My Mind)"
- 1995 "Come and be Gone"
- 1995 "Got Myself Together"
- 1995 "The Dungeon Tapes EP"
- 1995 "Time and Space"
- 2000 "The Bomb (2000 Remixes)"

#### The Untouchables
- 1991 "The Untouchables EP"
- 1991 "The Swing Doctor EP"
- 1991 "Take a Chance"
- 1993 "Go Bah"
- 1994 "Just the Way You Want"

#### Liquid Dope
- 1997 "Rock Your EP"
- 1999 "Terra-Humara"
- 2004 "Dope Goes Back"
- 2005 "Oh My God/Krash"
- 2006 "I Want You" (with Raheem DeVaughn)

#### The Madd Racket
- 1991 "Supa"
- 1993 "Donndadda/Rama Jama"
- 2001 "Madd Racket EP Part 1"
- 2006 "Makin' a Livin'/Get It (Good God!)"

### Total Ka-Os
- 1991 "My Love/Get On Up"
- 1994 "It's an Ill Groove"
- 1994 "Something Old Skool"

#### Altri pseudonimi
- 1989 "House Syndicate EP", come House Syndicate
- 1989 "Messiah/Insane", come NMC & ADJ (con Mike Delgado e Tommy Musto)
- 1990 "Jam the Mace EP", come House Syndicate
- 1990 "A Touch of Salsa", come 2 Dope
- 1991 "Just Me & You/Battlestar Gallactica", come Kenny's House
- 1991 "Yeah/Good Feelin'", come Swing Kids
- 1992 "Axxis", come Axxis
- 1992 "Gunshot", come The Unreleased Project (con Todd Terry e Shaggy)
- 1994 "Love is What You Need", come The Dream Team (con Todd Terry, Roger Sanchez e Benji Candelario)
- 1996 "Bucketbootleg", come K-Dope
- 1997 "And There Ain't", come DBX
- 1999 "Strictly Rhythms Volume I", come K-Dope
- 2001 "A Madd Cry", come House Brigade
- 2006 "They Can't Stop It", come Black Roots
- 2007 "Get Down", come Todd Terry All-Stars (con Todd Terry, DJ Sneak, Terry Hunter e Tara McDonald)

### Album
- 1992 The Kenny Dope Unreleased Project
- 1995 The Best of Dopewax Records - The Dope Stuff
- 1995 All in the Mind, as The Bucketheads
- 2001 Supa-Dope Classics Volume I
- 2001 Found Instrumentals
- 2005 Found Instrumentals Vol. 2